# Today's Vikings - Denmark old and new
|  | Denne artikel er oprettet af botten Steenthbot ud fra en ekstern database. Den kan derfor have sproglige fejl eller mangler. Denne skabelon kan fjernes efter kontrol af indholdet. |

Today's Vikings - Denmark old and new er en dansk dokumentarfilm fra 1963 instrueret af Norman S. Mackie.